# Барбе-де-Жуи, Анри
Анри́ Барбе́-де-Жуи́ (фр. Henry Barbet de Jouy); 16 июля 1812 — 26 мая 1896) — французский археолог и историк, много сделавший для спасения Лувра во времена Парижской коммуны.
Родился в Баноме, близ Руана. В 1850 году был назначен хранителем произведений искусства средних веков и эпохи Возрождения в Лувре, а несколько лет спустя — современных скульптурных произведений, что и дало ему возможность издать в 1856 году «Description des sculptures modernes». В следующем году появилось «Mosaiques chrétiennes des basiliques et églises de Rome», a в 1860 году «Fontes du primatice, dans le jardin de l’Empereur aux Tuilleries», за что получил орден Почётного легиона. Вслед за тем им были написаны «Gemmes et joyaux exposés dans la фр. galerie d’Apollon» и «Objets précieux composant le don de M. et M-me Lenoir». Его тактичному образу действий обязан своим спасением Луврский музей во времена Коммуны (1871). В 1880 году Барбе-де-Жуи был избран членом академии художеств.
Похоронен на кладбище Пер-Лашез (участок 17).